# Radiosondage

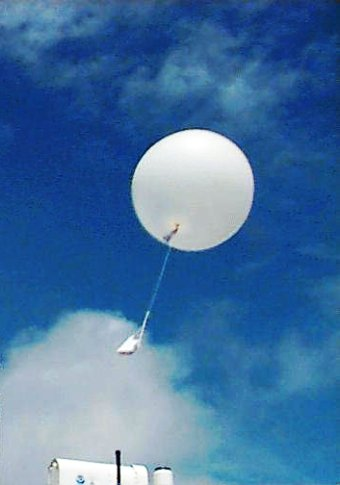
Ballon avec radiosonde pour effectuer un radiosondage.

Le radiosondage est un procédé de mesures météorologiques in situ. Un ensemble de capteurs mesurant les données pertinentes intégrés à l'intérieur d'un boîtier de quelques centaines de grammes -la radiosonde- s'élève dans l'atmosphère grâce à un ballon en latex. L'ascension dure en général entre une et deux heures et permet de tracer un profil vertical des données mesurées - une coupe de l'atmosphère. La plupart du temps, les sondages sont dits type PTU-vent, car on mesure les données P (pression), T (température), U (humidité), ainsi que le paramètre FF (force du vent) et DD (direction du vent). Parfois on adjoint des capteurs spécifiques (mesure de l'ozone stratosphérique, par exemple).
Par extension, le terme de radiosondage désigne également l'ensemble des opérations de lancement puis du suivi d'une radiosonde ainsi que l'enregistrement puis la présentation des résultats qu'elle a fournis.

## Historique

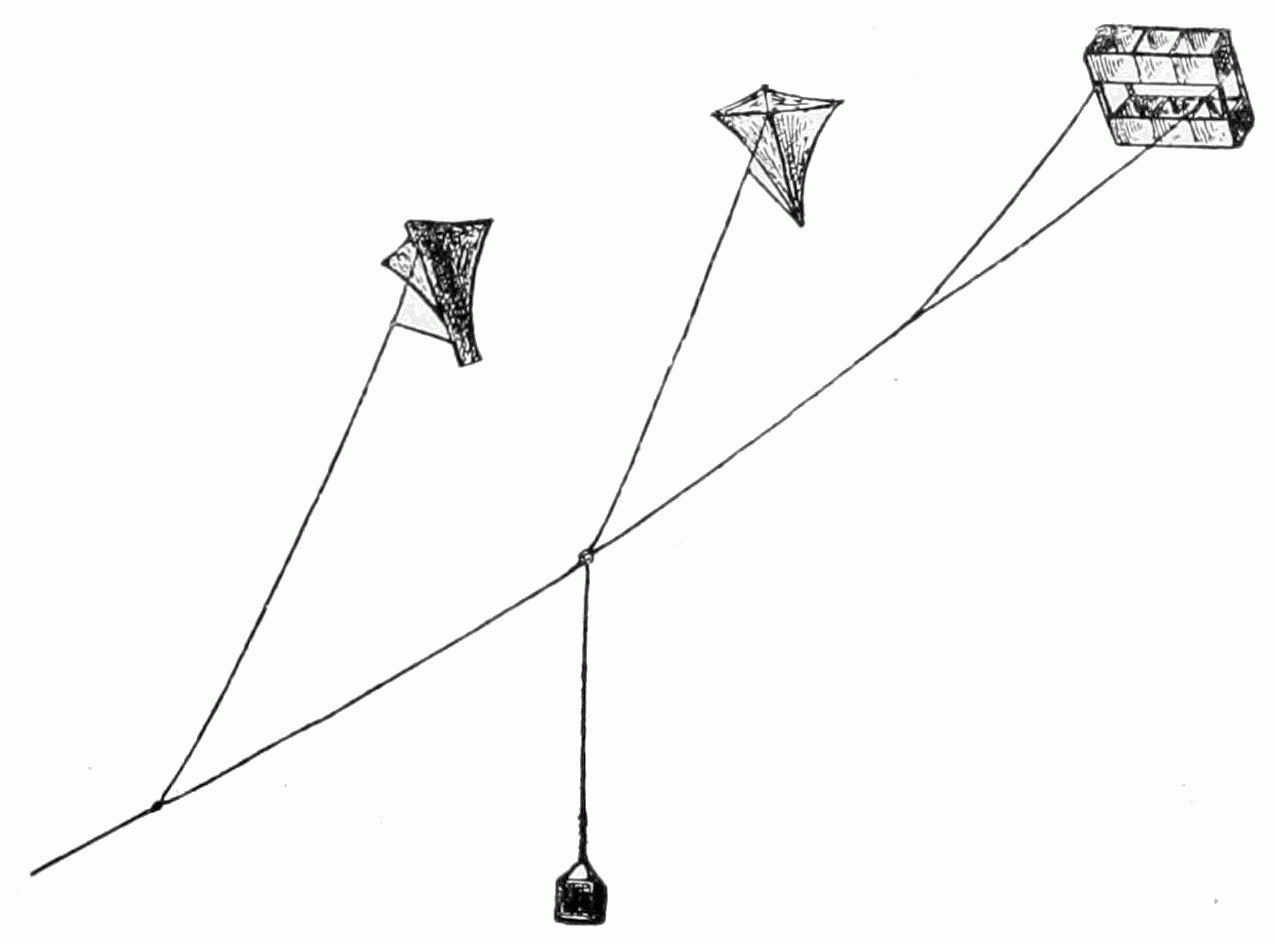
Cerfs-volants utilisés pour soulever un météographe

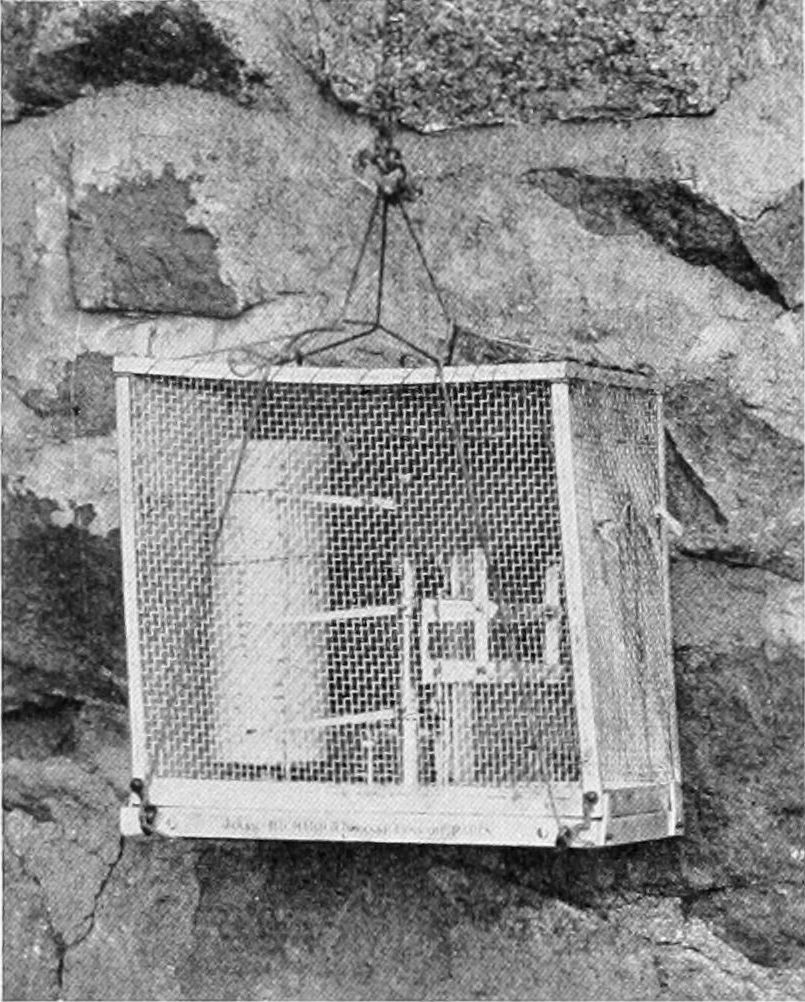
Météographe utilisé par l’US Weather Bureau en 1898

Les premiers sondages aérologiques dans le but de comprendre la nature et la structure de l'atmosphère furent effectués dans la deuxième moitié du XIXe siècle au moyen de cerfs-volants équipés d'enregistreurs de température et de pression (généralement des tambours couverts de noir de fumée). Cependant le cerf-volant montra bien vite ses limites, en imposant la présence d'un câble relié au sol pour le piloter, à la fois pesant et malcommode. En outre, il ne permettait pas de mesures à haute altitude et ne pouvait être utilisé par vent trop faible ou trop fort. 
Ce sont Gustave Hermite et Georges Besançon qui, les premiers dès 1892, utilisèrent un ballon libre doté d'un enregistreur de température et de pression. Libéré des contraintes pesant sur le cerf-volant, le ballon s'élève librement dans l'atmosphère aussi haut que la résistance de son enveloppe le lui permet. Le ballon retombe alors au sol et on peut récupérer les enregistrements. En 1898, Léon Teisserenc de Bort organise à l'Observatoire de Météorologie Dynamique de Trappes les débuts de l'exploration systématique de la haute atmosphère. Il découvre qu'à partir d'une certaine altitude, variant à la fois selon la saison et la position géographique, la température cesse de baisser quand on s'élève : c'est la découverte de la tropopause et de la stratosphère qu'il annonce en 1902 à l'Académie des Sciences. La même année, Richard Aßmann publie indépendamment la même découverte. D'autres chercheurs ont travaillé sur les hautes altitudes, dont William Henry Dines.
Après quelques essais à partir de 1927, Pierre Idrac (1885-1935) et Robert Bureau (1892-1965) associent aux capteurs un petit émetteur radio à lampe qui retransmet au sol en temps réel les valeurs mesurées. Le premier vol d'un ballon sonde retransmettant par radio la mesure de la température est effectué le 17 janvier 1929 à Trappes. La récupération des données n'est plus tributaire d'une aléatoire récupération de l'épave du ballon, c’est la naissance du radiosondage moderne.
En 1940, les radiosondes ont complètement remplacé les météographes d'avion pour des sondages quotidiens.
Depuis la fin du XXe siècle, des systèmes automatiques de gonflage et largage de ballons ont été mis au point et sont utilisés dans les services météorologiques opérationnels.

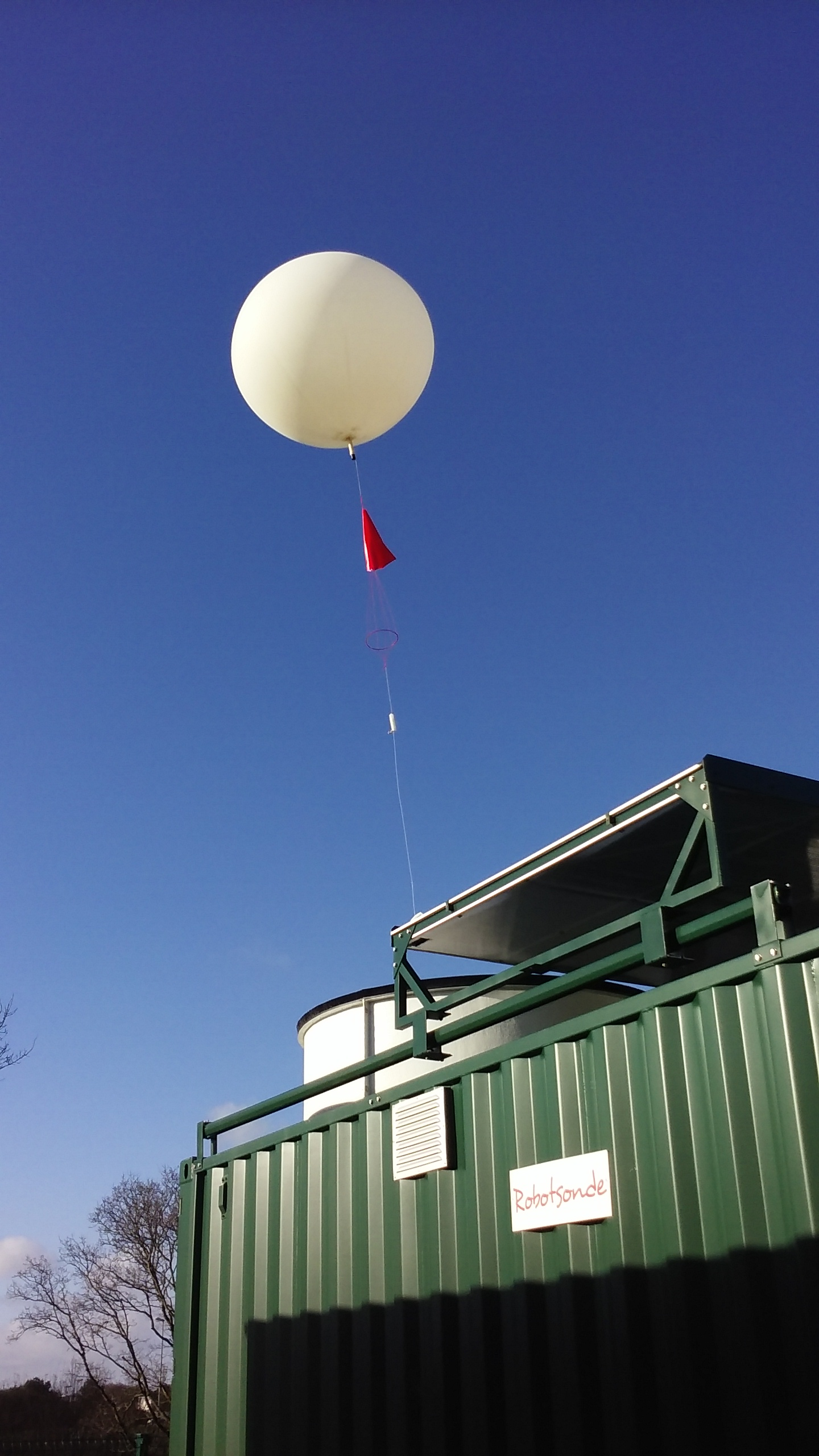
Départ d'un radiosondage depuis un système de lancement automatique (modèle Robotsonde de la société Meteomodem).

Progressivement, des techniques de télédétections depuis le sol ont été mises au point pour fournir des profils de plusieurs grandeurs météorologiques, mais aucune ne permet, à elle seule, de remplacer un radiosondage : 
- Un système de sondage radio-acoustique de l'atmosphère, appelé RASS en anglais, utilise des ondes sonores pour obtenir des profils de vents et de température, mais avec une portée limitée à quelques centaines de mètres.
- Des radars et des lidars mesurant l'effet Doppler permettent d'obtenir des profils de vent.
- Des lidars et des radiomètres micro-ondes peuvent fournir des profils de température et d'humidité, mais avec une résolution encore moindre que celle des radiosondes.

## Dispositifs de mesure

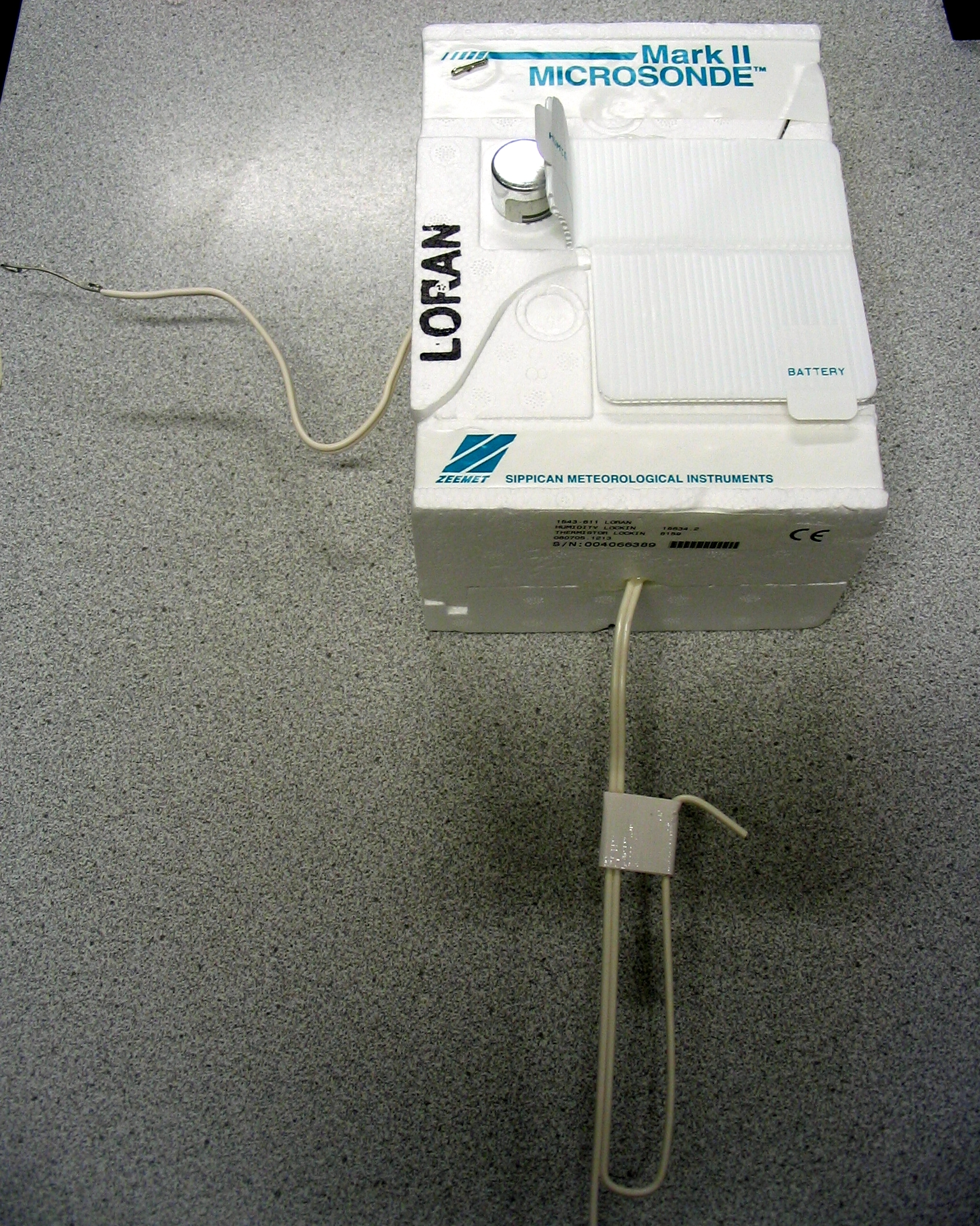
Une radiosonde équipée d'un système de navigation LORAN : thermistor visible en haut à gauche et antenne en bas.

Les éléments fondamentaux d'une radiosonde moderne sont :
- l'alimentation électrique (qui doit supporter sans faillir une variation de température allant de +20 °C, au sol, à −50 °C, à l'altitude de la tropopause) ;
- l'émetteur radio (soumis aux mêmes contraintes) ;
- un dispositif de radionavigation-ou à défaut un transpondeur ou un réflecteur radar (indispensable pour mesurer les déplacements du ballon sonde et d'en extraire la force et la direction du vent) ;
- un capteur de pression (absent sur certains modèles de sondes disposant d'autres systèmes de mesure d'altitude) ;
- un capteur de température et un capteur d'humidité.

## Processus de mesure
Le ballon est gonflé de façon à avoir une vitesse ascensionnelle d'environ 5 m/s. L'hélium ou l'hydrogène sont utilisés, en fonction des difficultés logistiques (approvisionnement) et des possibilités de mitigation des risques. Par exemple, l’hydrogène est utilisé dans les postes éloignés de l'Arctique canadien, car il est facile à produire par hydrolyse et ne nécessite pas de transport coûteux, ou dans la plupart des lanceurs automatiques de Météo-France, et l'hélium est utilisé à bord des navires.
La sonde effectue des mesures environ toutes les secondes, ce qui se traduit par un échantillonnage du profil de l'atmosphère grosso modo tous les 10 mètres, du sol jusqu’à l'altitude d'éclatement du ballon. Cette dernière est en général comprise entre 25 et 35 km. 
Par convention de l’Organisation météorologique mondiale, des radiosondages sont effectués deux fois par jour, à 00 et 12 h UTC, afin de suivre l'évolution de l’atmosphère régulièrement. Les stations météorologiques d’où on relâche les ballons sont en général fixes mais il existe des stations mobiles que l'on peut déplacer pour des besoins spécifiques. Certaines stations vont effectuer des sondages supplémentaires sur demande comme un relâchement de gaz toxiques, de cendres volcaniques ou lorsque les météorologues veulent savoir la stabilité de l'air dans une région propice aux orages.

## Processus de transmission
De nos jours, la plupart des radiosondes transmettent leurs mesures dans la bande 400,15 à 406 MHz, que l'Union internationale des télécommunications a attribuée au service de la météorologie. La bande de 1 668,4 à 1 700 MHz est aussi attribuée à ce service, et est utilisée par certaines stations d'Amérique du Nord.

## Importance du radiosondage dans la prévision météorologique
Les données ou les valeurs qui leur sont associées peuvent être reportées sur un émagramme, un téphigramme, un Skew-T ou tout autre diagramme thermodynamique. Les météorologues peuvent ainsi se faire une idée de la stabilité de l'air, du type de masse d'air, des couches nuageuses et de l'évolution de ces paramètres autour du point où a été lâchée la radiosonde. 
Les données d'un ensemble de radiosondes permettent de représenter l’atmosphère en trois dimensions et sont exploitées pour la prévision météorologique. En particulier, les modèles de prévision numérique du temps (NWP: Numerical Weather Prediction en anglais) résolvent l'ensemble des équations différentielles de la physique de l'atmosphère grâce à de très puissants ordinateurs. Les radiosondages permettent de fournir les données initiales aux modèles et sont donc un maillon essentiel de la chaîne de prédiction. Cependant, le coût élevé en hommes et en matériel du vaste réseau mondial de radiosondage a conduit à son réexamen récemment. 
Les lancers de ballons ont donc été grandement automatisés depuis les années 1990 et certaines stations ont été fermées au profit d'autres capteurs tels les mesures par les avions de ligne (AMDAR) et par satellites météorologiques. Cependant, les radiosondages ont comme avantage d'être possibles quel que soit le temps et toujours aux mêmes endroits alors que les autres méthodes ne sont pas aussi robustes : les données d'avions ne couvrent que des zones et des altitudes limitées, les données satellitaires ne sont extrapolables que dans la couche au-dessus des nuages.

## Usage climatologique des données de radiosondage
- Sites opérationnels
- Lancements réduits
- Sites fermés

Sites de radiosondage du National Weather Service américain.
- Sites opérationnels
- Lancements réduits
- Sites fermés

Les réseaux de radiosondage fournissent la plus longue série chronologique de données sur l'atmosphère terrestre en altitude : elles débutent dans les années 1930, même si la couverture est en général médiocre avant 1957. Elles sont donc une base irremplaçable de travaux climatologiques (surveillance et la détection de la variabilité et de l’évolution du climat, étude des processus climatiques), mais leur usage nécessite un travail préparatoire important, car elle comportent plus d'interruptions que les mesures au sol, ainsi que des erreurs systématiques dues à des changements d’instruments et de procédures opérationnelles, et un manque de métadonnées.